# Teatro El Tinglado
El Teatro El Tinglado es un teatro de Montevideo, Uruguay.

## Creación
La Institución Teatral El Tinglado fue fundada el 30 de mayo de 1947 por la Sra. María E. Abelenda Pons de Mendizábal y el Prof. Roberto Olivencia Márquez, siendo el grupo teatral en actividad más antiguo del Uruguay y el único miembro fundador de la Federación Uruguaya de Teatros Independientes (F.U.T.I.) que continúa ejerciendo la práctica teatral en la actualidad.
Antes de inaugurar su sala propia en el año 1949 (ubicada en la calle Sierra —actualmente Fernández Crespo— y Mercedes) realizó sus funciones en el Teatro Artigas, en el Solís y en el auditorio del SODRE.
Su primera sala, ubicada en Sierra 1620, contaba con 49 localidades y fue en el año 1958 que pasa a ocupar su sede actual, inaugurada en el año 1965.

### Construcción de la nueva sala
La sala “El Tinglado” de la calle Colonia fue construida en el período 1960-1965.  Los esfuerzos de la institución se orientaron a transformar un galpón municipal —en donde estaba depositado el aerocarril de Malvín— en un espacio que posibilitara la representación de espectáculos teatrales y musicales.
De este modo, fue necesario excavar en el terreno una pendiente propicia que optimizara la visual de la platea. Asimismo se excavó un foso debajo del escenario, que ofició como depósito.  Durante el período de construcción se sacaron 35 camiones de tierra del predio. Por otra parte, se debió cambiar la sustentación del techo, eliminando casi todas las columnas y sustituyéndolas por vigas instaladas en la azotea.